# Markku Tuokko
Markku Martti Tuokko (Nurmo, 24 giugno 1951 – Lohja, 20 febbraio 2015) è stato un discobolo e pesista finlandese.
Nel 1977 è stato trovato positivo ad un test antidoping durante la Coppa Europa di atletica leggera.

## Palmarès
| Anno | Manifestazione | Sede              | Evento           | Risultato | Misura  | Note |
| ---- | -------------- | ----------------- | ---------------- | --------- | ------- | ---- |
| 1975 | Universiadi    | Roma              | Lancio del disco | Oro       | 62,94 m |      |
| 1976 | Olimpiadi      | Montréal          | Lancio del disco | 16º       | 59,80 m |      |
| 1977 | Europei indoor | San Sebastián     | Getto del peso   | 10º       | 18,53 m |      |
| 1978 | Europei        | Praga             | Lancio del disco | Argento   | 64,90 m |      |
| 1979 | Europei indoor | Vienna            | Getto del peso   | 4º        | 19,55 m |      |
| 1979 | Universiadi    | Città del Messico | Lancio del disco | Argento   | 59,82 m |      |
| 1980 | Olimpiadi      | Mosca             | Lancio del disco | 9º        | 61,84 m |      |
| 1981 | Europei indoor | Grenoble          | Getto del peso   | 10º       | 18,38 m |      |

## Campionati nazionali
- 4 volte campione nazionale nel lancio del disco (1977, 1979, 1981/1982)